# Розово (Пазарджицька область)
Ро́зово (болг. Розово) — село в Пазарджицькій області Болгарії. Входить до складу общини Брацигово.

## Населення
За даними перепису населення 2011 року у селі проживала 471 особа, з них 460 осіб (99,6%) — болгари.
Розподіл населення за віком у 2011 році:
Динаміка населення: